# Tour de Eslovenia
El Tour de Eslovenia (oficialmente: 	Tour de Slovénie) es una carrera ciclista por etapas que se disputa en Eslovenia, en el mes de mayo o junio.
Se comenzó a disputar en 1993. Tras pasar muchos años en categoría 2.5 (última categoría del profesionalismo), desde la creación de los Circuitos Continentales UCI en 2005 ascendió a la categoría 2.1 formando parte del UCI Europe Tour lo que hizo que la carrera tuviera más participación de equipos extranjeros de mejor nivel.

## Palmarés
| Año                       | Ganador                    | Segundo              | Tercero                |
| ------------------------- | -------------------------- | -------------------- | ---------------------- |
| (ediciones amateur)       |                            |                      |                        |
| 1993                      | Boris Premužič             | Srečko Glivar        | Gorazd Stangelj        |
| 1994                      | Tobias Steinhauser         | Boris Premužič       | Sandi Papež            |
| (edición open)            |                            |                      |                        |
| 1995                      | Valter Bonča               | Boris Premužič       | Marco Antonio Di Renzo |
| (ediciones profesionales) |                            |                      |                        |
| 1996                      | Lorenzo Di Silvestro       | Stefano Giraldi      | Marco Antonio Di Renzo |
| 1997 edición no realizada |                            |                      |                        |
| 1998                      | Branko Filip               | Gorazd Stangelj      | Pavel Chumanov         |
| 1999                      | Timothy Jones              | Tadej Valjavec       | Stefano Panetta        |
| 2000                      | Martin Derganc             | Vladimir Miholjević  | Boris Premužič         |
| 2001                      | Faat Zakirov               | Martin Derganc       | Vladimir Miholjević    |
| 2002                      | Yevgueni Petrov            | Dean Podgornik       | Hannes Hempel          |
| 2003                      | Mitja Mahorič              | Jure Golčer          | Andreas Matzbacher     |
| 2004                      | Mitja Mahorič              | Aleksandr Kuschynski | Matic Strgar           |
| 2005                      | Przemysław Niemiec         | Fortunato Baliani    | Radoslav Rogina        |
| 2006                      | Jure Golčer                | Przemysław Niemiec   | Robert Kiserlovski     |
| 2007                      | Tomasz Nose                | Vincenzo Nibali      | Andrea Noè             |
| 2008                      | Jure Golčer                | Franco Pellizotti    | Robert Kiserlovski     |
| 2009                      | Jakob Fuglsang             | Tomasz Nose          | Domenico Pozzovivo     |
| 2010                      | Vincenzo Nibali            | Giovanni Visconti    | Chris Anker Sørensen   |
| 2011                      | Diego Ulissi               | Radoslav Rogina      | Robert Vrečer          |
| 2012                      | Janez Brajkovič            | Domenico Pozzovivo   | Kristjan Koren         |
| 2013                      | Radoslav Rogina            | Jan Polanc           | Patrick Sinkewitz      |
| 2014                      | Tiago Machado              | Ilnur Zakarin        | Matteo Rabottini       |
| 2015                      | Primož Roglič              | Mikel Nieve          | Jure Golčer            |
| 2016                      | Rein Taaramäe              | Jack Haig            | Jan Bárta              |
| 2017                      | Rafał Majka                | Giovanni Visconti    | Jack Haig              |
| 2018                      | Primož Roglič              | Rigoberto Urán       | Matej Mohorič          |
| 2019                      | Diego Ulissi               | Giovanni Visconti    | Aleksandr Vlásov       |
| 2020 edición no realizada |                            |                      |                        |
| 2021                      | Tadej Pogačar              | Diego Ulissi         | Matteo Sobrero         |
| 2022                      | Tadej Pogačar              | Rafał Majka          | Domen Novak            |
| 2023                      | Filippo Zana               | Matej Mohorič        | Diego Ulissi           |
| 2024                      | Giovanni Aleotti           | Pello Bilbao         | Giulio Pellizzari      |
| 2025                      | Anders Halland Johannessen | Felix Großschartner  | Tao Geoghegan Hart     |

Nota: Tomasz Nose, fue inicialmente el ganador de la edición de 2006, pero luego de una prueba positiva en Testoviron, la Federación de Ciclismo de Eslovenia suspendió al ciclista por 12 meses a partir del 11 de septiembre de 2006 y le retiró su victoria en el Tour de Eslovenia 2006.

## Palmarés por países
| País      | Victorias | Victoria más reciente              |
| --------- | --------- | ---------------------------------- |
| Eslovenia | 14        | Tadej Pogačar en 2022              |
| Italia    | 6         | Giovanni Aleotti en 2024           |
| Rusia     | 2         | Yevgueni Petrov en 2002            |
| Polonia   | 2         | Rafał Majka en 2017                |
| Alemania  | 1         | Tobias Steinhauser en 1994         |
| Zimbabue  | 1         | Timothy Jones en 1999              |
| Dinamarca | 1         | Jakob Fuglsang en 2009             |
| Croacia   | 1         | Radoslav Rogina en 2013            |
| Portugal  | 1         | Tiago Machado en 2014              |
| Estonia   | 1         | Rein Taaramäe en 2016              |
| Noruega   | 1         | Tobias Halland Johannessen en 2025 |